# Behind The Cove
Pour plus de détails, voir Fiche technique et Distribution.
Behind "The Cove" - La réponse du Japon (ビハインド・ザ・コーヴ 〜捕鯨問題の謎に迫る〜, bihaindo za kōvu 〜hogeimondai no nazo ni semaru〜) est un film documentaire japonais sorti en 2015, dirigé et produit par Keiko Yagi (八木 景子),.
C'est le premier film réalisé en réponse au film documentaire américain The Cove, sorti en 2009 et Oscar du meilleur film documentaire, sur la pêche aux dauphins au Japon. Le film cherche à montrer les différents points de vue du débat international sur la chasse à la baleine, notamment à Taiji, au Japon.

## Synopsis
Le 31 mars 2014, sur plainte de l'Australie, la Cour internationale de Justice a ordonné au Japon l'arrêt de son programme de chasse à la baleine en Antarctique.
Craignant que des traditions culinaires ancestrales disparaissent, la réalisatrice Keiko Yagi a décidé de mener l'enquête et comprendre ce qui motive les attaques régulières envers le Japon concernant la chasse à la baleine. Munie d'une caméra, Keiko Yagi s'est rendu dans la ville de Taiji, lieu principal du film documentaire américain The Cove, sorti en 2009 et Oscar du meilleur film documentaire. Quatre mois durant, Keiko Yagi a interviewé les différents protagonistes du film "The Cove", de son réalisateur jusqu'aux habitants de Taiji en passant par les organismes officiels et les associations militantes.

## Fiche technique
- Titre original : ビハインド・ザ・コーヴ 〜捕鯨問題の謎に迫る〜 (bihaindo za kōvu 〜hogeimondai no nazo ni semaru〜)
- Titre français : Behind "The Cove" - La réponse du Japon
- Titre anglais ou international : Behind "The Cove": The Quiet Japanese Speak Out
- Réalisation : Keiko Yagi (八木 景子?)
- Narrateur : Russell Goodall
- Son : Yuki Nakayama (中山勇毅?)
- Montage : Keiko Yagi (八木 景子?)
- Musique : Nariaki Kato (加藤斉昭?)
- Production : Keiko Yagi (八木 景子?)
- Société de production : Yagi Film Limited (合同会社八木フィルム?)
- Société de distribution : Yagi Film Limited (合同会社八木フィルム?) (Netflix pour la France)
- Pays d’origine : Japon
- Langue originale : japonais
- Genre : documentaire
- Durée : 110 minutes
- Dates de sortie :
  - Canada : 4 septembre 2015 (Festival des films du monde de Montréal)
  - Japon : 30 janvier 2016
  - France : août 2017

## Distribution
- Louie Psihoyos : Réalisateur du film The Cove
- Ric O'Barry : Fondateur de l'association Dolphin Project
- Jōji Morishita (森下丈二?) : Représentant du gouvernement japonais pour le CBI
- Kunio Yonezawa (米澤邦男?) : Représentant japonais du CBI
- Kazuo Shima (島一雄?) : Représentant japonais du CBI
- Masayuki Komatsu (小松正之?) : Représentant japonais du CBI
- Hideki Moronuki (諸貫秀樹?) : Négociateur de l'Agence de la Pêche
- David Hance : Leader 2014 de la Sea Shepherd Conservation Society
- Simon Wearne : Ancien photographe de l'émission télévisée Justiciers des mers
- Lars Wallow : Professeur d'écologie à l'Université d'Oslo
- Kazuo Yamamura (山村和夫?) : Président de l'Association baleinière du Japon
- Yoshito Umezaki (梅崎義人?) : Journaliste spécialiste de la pêche
- Kazutaka Sangen (三軒一高?) : Maire de Taiji
- Akio Usagawa (宇佐川彰男?) : Directeur du comité de l'éducation de la ville de Taiji
- Katsuyuki Horibata (堀瑞勝之?) : Directeur de l'école primaire de la ville de Taiji
- Les habitants de la ville de Taiji
- Les membres de l'association Dolphin Project

## Prix et nominations
Le film a reçu différents prix internationaux.
- 2015
  - Montreal World Film Festival, Official Screening[5]

- 2016
  - Hollywood International Independent Documentary Awards, Award of Excellence[6]
  - Hollywood International Moving Pictures Film Festival, Award of Recognition[7]
  - Los Angeles Independent Film Festival Awards, First Time Filmmaker[8]
  - Pune Independent Film Festival, Best Woman Filmmaker[9]
- 2017
  - Calcutta International Cult Film Festival, Films of the Month Educational Film Winner[10]
  - Calcutta International Cult Film Festival, Golden Fox Award Nominee for Best Educational Film[11]
  - Miami Independent Film Festival, Feature Documentary[12]
  - Portsmouth International Film Festival, Sound in a Documentary[13]
- 2018
  - 13th Japan Wildlife Film Festival, New Perspective Award[14]
  - International Filmmaker Festival of New York, Honorable Mention[15]
  - London International Filmmaker Festival, Best Director of a Feature Documentary[16]
  - London Greek Film Festival, Semi-Finalist[17]
  - Paris Art and Movie Awards, Meilleur Documentaire[18]